# Malcolm C. Bert
Malcolm C. Bert (* 4. Dezember 1902 in Pittsburgh, Pennsylvania; † 18. März 1973 in Westlake Village, Kalifornien) war ein US-amerikanischer Szenenbildner und Artdirector.

## Leben
Bert begann seine Karriere im Filmstab 1952 an einer Reihe von Kurzfilm-Komödien aus der One-Reeler-Comedyserie So You Want… mit George O’Hanlon. Seine erste große Hollywoodproduktion war George Cukors Filmmusical Ein neuer Stern am Himmel. 1955 war er hierfür erstmals für den Oscar in der Kategorie Bestes Szenenbild nominiert. Gemeinsam mit Gene Allen, Irene Sharaff und George James Hopkins unterlag er jedoch dem Science-Fiction-Film 20.000 Meilen unter dem Meer.
In der Folge arbeitete er unter anderem an den 1955 entstandenen James-Dean-Filmen … denn sie wissen nicht, was sie tun und Jenseits von Eden. Seine zweite Oscar-Nominierung erfolgte 1959 für die Komödie Die tolle Tante, diesmal gemeinsam mit George James Hopkins. In diesem Jahr gewann das Filmmusical Gigi.
Ab 1960 verlagerte sich sein Arbeitsschwerpunkt zum Fernsehen, wo er bis zu seinem Tod 1973 wirkte. Zu seinen Arbeiten als Artdirector zählten hauptsächlich Fernsehserien, darunter Rauchende Colts, Gilligans Insel, Verliebt in eine Hexe und Bezaubernde Jeannie.

## Filmografie (Auswahl)
- 1954: Ein neuer Stern am Himmel (A Star Is Born)
- 1955: Jenseits von Eden (East of Eden)
- 1955: … denn sie wissen nicht, was sie tun (Rebel Without a Cause)
- 1955: Verdammt zum Schweigen (The Court-Martial of Billy Mitchell)
- 1957: Picknick im Pyjama (The Pajama Game)
- 1958: Die Liebe der Marjorie Morningstar (Marjorie Morningstar)
- 1958: Die tolle Tante (Auntie Mame)
- 1959: Der Mann aus Philadelphia (The Young Philadelphians)
- 1961: Claudelle und ihre Liebhaber (Claudelle Inglish)
- 1962: Ein Sommer in Florida (Follow That Dream)
- 1964: My Fair Lady
- 1969: Das Arrangement (The Arrangement)

## Auszeichnungen (Auswahl)
- 1955: Oscar-Nominierung in der Kategorie Bestes Szenenbild für Ein neuer Stern am Himmel
- 1959: Oscar-Nominierung in der Kategorie Bestes Szenenbild für Die tolle Tante